# Epidendrum orientale
Epidendrum orientale là một loài thực vật có hoa trong họ Lan. Loài này được Hágsater & M.A.Díaz mô tả khoa học đầu tiên năm 1993.